# آنتی‌ژن‌های انکوفتال
آنتی‌ژن‌های انکوفتال (به انگلیسی: Oncofetal antigen) پروتئین‌هایی هستند که در سلول‌های سرطانی به مقدار زیاد و در بافت‌های جنینی طبیعی در حال تکامل بروز می‌کنند ولی در بافت‌های بالغ یافت نمی‌شوند. به نظر می‌رسد که ژن‌های کدکنندهٔ این پروتئین‌ها در جریان تکامل خاموش هستند و بعد از تغییر شکل بدخیمی دوباره فعال می‌شوند.
آنتی‌ژن‌های اونکوفتال به وسیلهٔ آنتی‌بادی‌های تولیدشده در سایر گونه‌ها شناخته شده‌اند واهمیت آنها در این است که به عنوان شاخص‌هایی در تشخیص تومور به کار می‌روند. با پیشرفت تکنیک‌های به‌کاررفته برای تشخیص این آنتی‌ژن‌ها معلوم شده که بروز آن‌ها در بالغین تنها به تومورها محدود نمی‌شود. مقدار پروتئین‌ها در شرایط التهابی مختلف در بافت‌ها و گردش خون افزایش میابد و حتی در مقادیر کم در بافتهای طبیعی نیز وجود دارند.